# PES 6
PES 6 è un videogioco di calcio, sesta edizione della serie PES. È la sesta versione per PlayStation 2, la quarta per Microsoft Windows, la seconda per PlayStation Portable e la prima per Xbox 360 e Nintendo DS.

## Novità
Rispetto al predecessore Pro Evolution Soccer 5, sono presenti nuove licenze di squadre come alcune nazionali e, per quanto riguarda i club, la Ligue 1 si aggiunge a Serie A, Eredivisie e Primera División (Spagna) tra i campionati con licenza, e si aggiungono altre squadre europee come Manchester Utd, Benfica e Bayern Monaco, oltre a quelle inserite a partire dalla terza versione, mentre è venuta a mancare la licenza del Chelsea pur mantenendo i giocatori con le rispettive licenze; inoltre tutto il campionato tedesco eccetto il Bayern è stato smantellato, a favore di una serie di squadre "vuote" completamente personalizzabili.
Da segnalare un rinnovamento del "Campionato Master" e una nuova modalità di gioco, denominata "sfida internazionale". Nel gioco è presente anche la Juventus che, pur militando in Serie B, è comunque inserita nel consueto raggruppamento "Altre leghe". Sono presenti inoltre le licenze per i palloni della Reebok, Adidas e nella Liga spagnola c'è il pallone della Nike. I testimonial sono Adriano, a quel tempo giocatore dell'Inter, e Luca Toni, allora alla Fiorentina.

### Online
Anche in questa edizione troviamo il gioco online, in cui gli utenti di tutta Europa si sfidano tra loro. In aggiunta alle sfide singole, ci sono quelle tra gruppi.

## Tecnologia
Per quanto riguarda l'aspetto grafico, non ci sono grandi cambiamenti rispetto al capitolo precedente; anche il sonoro (musiche, tifo e commenti) è rimasto a livelli discreti. Passo in avanti rispetto ai predecessori sono le animazioni dei portieri. Il gioco ha acquistato maggiore rapidità rispetto a Pro Evolution Soccer 5 anche se questo è stato considerato un primo segnale di allontanamento dalla simulazione verso un gameplay maggiormente arcade. In questa versione l'opzione modifica è di grande importanza poiché permette, con qualche accorgimento in più rispetto ai precedenti PES, di creare scarpe, loghi, emblemi delle squadre e maglie con relativa facilità. Dalle opzioni di gioco, inoltre, tramite il PES Shop (una sorta di negozio virtuale, presente a partire da Pro Evolution Soccer 3) è possibile sbloccare nuovi contenuti di gioco attraverso i punti PES (si guadagnano dopo ogni partita giocata o dopo un trofeo vinto) come giocatori speciali, acconciature extra, o particolari effetti visivi durante una partita, quali ad esempio partita a velocità doppia o pallone con traiettoria multicolore durante i replay.

## Squadre di club

### Campionati con licenza
Ligue 120 squadre con licenza (Auxerre, Bordeaux, Le Mans, Lens, Lilla, Lorient, Lione, Marsiglia, Monaco, Nancy, Nantes, Nizza, Paris Saint-Germain, Rennes, Saint-Etienne, Sedan, Sochaux, Tolosa, Troyes, Valenciennes), lega con licenza;
 Serie A20 squadre con licenza (Ascoli, Atalanta, Cagliari, Catania, Chievo, Empoli, Fiorentina, Inter, Lazio, Livorno, Messina, Milan, Palermo, Parma, Reggina, Roma, Sampdoria, Siena, Torino, Udinese), lega con licenza;
 Eredivisie18 squadre con licenza (Ajax, AZ Alkmaar, Den Haag, Excelsior, Heerenveen, Heracles, Feyenoord, Groningen, NAC Breda, N.E.C., PSV Eindhoven, Roda, Sparta Rotterdam, Twente, Utrecht, Vitesse, Waalwijk, Willem II), lega con licenza;
 Liga20 squadre con licenza (Athletic Bilbao, Atlético Madrid, Barcellona, Celta Vigo, Deportivo La Coruña, Espanyol, Getafe, Gimnàstic, Levante, Maiorca, Osasuna, Racing Santander, Real Betis, Real Madrid, Real Sociedad, Real Zaragoza, Recreativo de Huelva, Siviglia, Valencia, Villarreal), lega con licenza;

### Campionati senza licenza
FA Premier Leaguedue squadre con licenza (Arsenal, Manchester United), 18 squadre senza licenza (Berkshire Blues/Reading, East London/West Ham United, Hertfordshire/Watford, Lancashire Athletic/Wigan Athletic, Lancashire/Blackburn Rovers, London FC/Chelsea, Man Blue/Manchester City, Merseyside Blue/Everton, Merseyside Red/Liverpool, Middlebrook/Bolton Wanderers, North East London/Tottenham Hotspur, Pompy/Portsmouth, South East London Reds/Charlton Athletic, South Yorkshire/Sheffield United, Teesside/Middlesbrough, Tyneside/Newcastle United, West London White/Fulham, West Midlands Village/Aston Villa), lega senza licenza.

### Altre squadre con licenza
- Copenaghen
- Bayern Monaco
- Olympiacos
- Juventus
- Rosenborg
- Benfica
- Porto
- Sporting Lisbona
- Celtic
- Rangers
- Djurgården
- Galatasaray
- Dynamo Kyiv

### Altre squadre senza licenza
- Bruxelles (Anderlecht)
- FC Belgium (Club Bruges)
- AC Czech (Sparta Praga)
- Athenakos FC (Panathīnaïkos)
- FC Bosphorus (Beşiktaş)
- Constanti (Fenerbahçe)
- Patagonia (Boca Juniors)
- Pampas (River Plate)
- Caopolo (San Paolo)

### Altre squadre
I due seguenti club fittizi si trovano nel campionato "Altre Leghe B".
- PES United
- WE United

## Accoglienza
Il gioco è stato ben accolto dalla critica. Esso rappresenta probabilmente l'apice della saga di PES per PlayStation 2, ed è considerato come uno dei migliori capitoli della serie, nonché come uno dei migliori videogiochi calcistici mai realizzati.